# Duquepsammia
Duquepsammina es un género de foraminífero bentónico de la familia Duquepsamminiidae, de la superfamilia Spiroplectamminoidea, del suborden Spiroplectamminina y del orden Lituolida. Su especie tipo es Spiroplectoides cubensis. Su rango cronoestratigráfico abarca desde el Eoceno superior hasta el Mioceno.

## Discusión
Clasificaciones previas incluían Duquepsammina en el suborden Textulariina del Orden Textulariida, o en el orden Lituolida sin diferenciar el suborden Spiroplectamminina.

## Clasificación
Duquepsammina incluye a las siguientes especies:
- Duquepsammina bulbosa †
- Duquepsammina cubensis †
- Duquepsammina earlandi †